# De Judasgraal
De Judasgraal is een stripverhaal uit de reeks van De Rode Ridder. Het is geschreven door Martin Lodewijk en getekend door Claus Scholz. De eerste albumuitgave was in maart 2006.
De Judasgraal speelt zich grotendeels af op en rond het middeleeuwse Mont Saint-Michel. Het verhaal past in het Sword and Sorcery gedeelte van de reeks met de aanwezigheid van personages zoals Bahaal, Demoniah en Merlijn.
De Judasgraal in het verhaal is de duivelse tegenhanger van de Heilige Graal en speelt een belangrijke rol in de twee volgende albums Het zwaard van de maagd en Het vuur en de maagd. Op het einde van het album maakt Gilles de Rais zijn opwachting die eveneens in de volgende albums figureert.